# Hypsimetopus intrusor
Hypsimetopus intrusor is een pissebed uit de familie Hypsimetopidae. De wetenschappelijke naam van de soort is voor het eerst geldig gepubliceerd in 1902 door Sayce.